# Welterbe in der Republik Moldau
Zum Welterbe in der Republik Moldau gehört (Stand 2017) eine UNESCO-Welterbestätte, die Bestandteil einer transnationalen Weltkulturerbestätte ist. Die Republik Moldau hat die Welterbekonvention 2002 ratifiziert, die bislang einzige Welterbestätte wurde 2005 in die Welterbeliste aufgenommen.

## Welterbestätten
Die folgende Tabelle listet die UNESCO-Welterbestätten in der Republik Moldau in chronologischer Reihenfolge nach dem Jahr ihrer Aufnahme in die Welterbeliste (K – Kulturerbe, N – Naturerbe, K/N – gemischt, (G) – auf der Liste des gefährdeten Welterbes).
| Bild             | Bezeichnung         | Jahr | Typ | Ref. | Beschreibung |
| ---------------- | ------------------- | ---- | --- | ---- | --- |
| (weitere Bilder) | Struve-Bogen (Lage) | 2005 | K   | 1187 | Die transnationale Welterbestätte umfasst 34 besonders markierte geodätische Messpunkte entlang des nach dem Astronomen Friedrich Georg Wilhelm Struve benannten Meridianbogens in Estland, Finnland, Lettland, Litauen, Moldau, Norwegen, Russland, Schweden, der Ukraine und Weißrussland, die in der ersten Hälfte des 19. Jahrhunderts zur genauen Bestimmung der Erdfigur (Erdabplattung) in Nord- und Osteuropa errichtet wurden. In der Republik Moldau ist der Messpunkt Rudy Teil des Welterbes. |

## Tentativliste
In der Tentativliste sind die Stätten eingetragen, die für eine Nominierung zur Aufnahme in die Welterbeliste vorgesehen sind.
Mit Stand 2025 sind drei Stätten in der Tentativliste der Republik Moldau eingetragen, die letzte Eintragung erfolgte im Januar 2025.
Die folgende Tabelle listet die Stätten in chronologischer Reihenfolge nach dem Jahr ihrer Aufnahme in die Tentativliste.
| Bild                                                               | Bezeichnung                                                        | Jahr | Typ | Ref. | Beschreibung |
| ------------------------------------------------------------------ | ------------------------------------------------------------------ | ---- | --- | ---- | --- |
| Kulturlandschaft von Orheiul Vechi                                 | Kulturlandschaft von Orheiul Vechi (Lage)                          | 2007 | K   | 6220 | Die Umgebung der antiken Stadt Orheiul Vechi (altes Orhei) ist ein einzigartiger natürlicher und historischer Komplex, der Naturlandschaft und die Spuren antiker Zivilisation miteinander kombiniert. |
| Die typischen Schwarzerdeböden der Bălți-Steppe                    | Die typischen Schwarzerdeböden der Bălți-Steppe (Lage)             | 2011 | K/N | 5647 | Die Bălți-Steppe ist eine hügelige Landschaft und besitzt zum Teil fruchtbare Schwarzerdeböden. |
| die unterirdische Weingüter von Moldau (Cricova und Mileștii Mici) | die unterirdische Weingüter von Moldau (Cricova und Mileștii Mici) | 2025 | K   | 6789 | unterirdische Stollensysteme der Weingüter Cricova und Mileștii Mici |